# Hadromyia aldrichi
Hadromyia aldrichi är en tvåvingeart som först beskrevs av Shannon 1916.  Hadromyia aldrichi ingår i släktet Hadromyia och familjen blomflugor. Inga underarter finns listade i Catalogue of Life.